# Список выдающихся боксёров СССР
«Выдающийся боксёр» — звание, присваивавшееся Федерацией бокса СССР.
В 1948 году в связи с 50-летием бокса в России Всесоюзная секция бокса (прежнее название Федерации бокса СССР) утвердила список 18 выдающихся боксёров СССР. В определении говорилось:

Выдающимся боксёром считается неоднократный чемпион СССР, несколько раз успешно выступавший на международной арене и обладающий отличной техникой бокса. При наличии в боевом списке неоднократных отказов от продолжения боя даже чемпион СССР не может считаться выдающимся боксёром.

Когда советские боксёры начали участвовать в официальных международных соревнованиях, Федерация выработала рекомендуемые критерии для новых присвоений звания «выдающийся боксёр СССР»:
- победа на Олимпийских играх (ОИ) или чемпионате мира (ЧМ);
- 2 победы на чемпионатах Европы (ЧЕ);
- победа на ЧЕ и медаль ОИ или ЧМ;
- 5-кратный выигрыш чемпионатов СССР.

Среди выдающихся боксёров СССР всем было присвоено звание «заслуженный мастер спорта СССР», за исключением В. Серова и Н. Штейна, погибших в Великую Отечественную войну.

## Список 1948 года
| Спортсмен                         | Весовая категория                             | Достижения                                                                                   |
| --------------------------------- | --------------------------------------------- | -------------------------------------------------------------------------------------------- |
| Авдеев, Иван Матвеевич            | легчайший вес                                 | чемпион СССР 1944—1947                                                                       |
| Браун, Яков Борисович             | полусредний вес средний вес                   | чемпион СССР 1926 чемпион Всесоюзной спартакиады 1928                                        |
| Ганыкин, Иван Иванович            | полусредний вес                               | чемпион СССР 1935, 1937—1939                                                                 |
| Градополов, Константин Васильевич | средний вес                                   | чемпион СССР 1926                                                                            |
| Грейнер, Анатолий Николаевич      | полулёгкий вес лёгкий вес                     | чемпион СССР 1937 чемпион СССР 1946—1949, 1951, 1953                                         |
| Емельянов, Сергей Андреевич       | полусредний вес                               | серебряный призёр чемпионатов СССР 1934—1936                                                 |
| Князев, Иван Александрович        | полулёгкий вес                                | чемпион СССР 1945—1949                                                                       |
| Королёв, Николай Фёдорович        | тяжёлый вес                                   | чемпион СССР 1936—1939, 1945—1949 абсолютный чемпион СССР 1936—1937, 1944—1945               |
| Михайлов, Виктор Павлович         | полутяжёлый вес                               | чемпион СССР 1933—1939 абсолютный чемпион СССР 1939                                          |
| Навасардов, Андро Георгиевич      | тяжёлый вес                                   | чемпион СССР 1944 (выиграл у Н. Королёва)                                                    |
| Огуренков, Евгений Иванович       | лёгкий вес полусредний вес средний вес        | чемпион СССР 1934—1937 чемпион СССР 1940 чемпион СССР 1944—1945 абсолютный чемпион СССР 1943 |
| Сегалович, Лев Маркович           | наилегчайший вес                              | чемпион СССР 1940, 1944—1948                                                                 |
| Серов, Василий Иванович           | легчайший вес                                 | чемпион СССР 1934—1935, 1937                                                                 |
| Степанов, Виктор Григорьевич      | средний вес полутяжёлый вес                   | чемпион СССР 1934 чемпион СССР 1944                                                          |
| Темурян, Леван Григорьевич        | наилегчайший вес                              | чемпион СССР 1935—1938                                                                       |
| Тимошин, Андрей Васильевич        | полусредний вес средний вес                   | чемпион СССР 1934, 1936 чемпион СССР 1939                                                    |
| Штейн, Николай Владимирович       | лёгкий вес                                    | чемпион СССР 1938 (выиграл у Е. Огуренкова), 1939                                            |
| Щербаков, Сергей Семёнович        | полусредний вес, с 1951 — 2-й полусредний вес | чемпион СССР 1944—1953 серебряный призёр ОИ 1952, ЧЕ 1953                                    |

Из наиболее титулованных боксёров в список не попали:
- А. Ксенофонтов — чемпион СССР 1933, 1938—1939 в легчайшем весе
- Г. Вартанов — чемпион СССР 1938—1940 в полулёгком весе

## Список после 1952 года
В таблице приводится список боксёров, выполнивших указанные выше нормативы (в первой графе — год выполнения).
| Год  | Спортсмен                             | Весовая категория                                       | Достижения на международной арене                                                      | Чемпион СССР                               |
| ---- | ------------------------------------- | ------------------------------------------------------- | -------------------------------------------------------------------------------------- | ------------------------------------------ |
| 1953 | Булаков, Анатолий Николаевич          | наилегчайший вес                                        | III — ЧЕ 1953                                                                          | 1949—1954                                  |
| 1954 | Шоцикас, Альгирдас Стасисович         | тяжёлый вес                                             | чемпион ЧЕ 1953, 1955                                                                  | 1950—1954, 1956                            |
| 1956 | Енгибарян, Владимир Николаевич        | лёгкий вес 1-й полусредний вес                          | чемпион ЧЕ 1953 чемпион ОИ 1956, ЧЕ 1957, 1959, III — ЧЕ 1953                          | 1955—1958                                  |
| 1956 | Сафронов, Владимир Константинович     | полулёгкий вес                                          | чемпион ОИ 1956                                                                        | 1958, 1962                                 |
| 1956 | Шатков, Геннадий Иванович             | 2-й средний вес                                         | чемпион ОИ 1956, ЧЕ 1955, 1959                                                         | 1955—1956, 1958                            |
| 1957 | Степанов, Борис Андреевич             | легчайший вес                                           | II — ЧЕ 1953, 1955                                                                     | 1953—1957, 1960                            |
| 1959 | Абрамов, Андрей Васильевич            | тяжёлый вес                                             | чемпион ЧЕ 1957, 1959, 1961, II — ЧЕ 1963                                              | 1957—1958, 1960—1963                       |
| 1960 | Григорьев, Олег Георгиевич            | легчайший вес                                           | чемпион ОИ 1960, ЧЕ 1957 1963, 1965, II — ЧЕ 1959                                      | 1958, 1962—1965, 1967                      |
| 1961 | Сивко, Сергей Александрович           | наилегчайший вес легчайший вес                          | II — ОИ 1960 чемпион ЧЕ 1961                                                           | 1960 1961                                  |
| 1961 | Стольников, Владимир Григорьевич      | наилегчайший вес                                        | II — ЧЕ 1961, III — ЧЕ 1959                                                            | 1955—1958, 1961                            |
| 1963 | Лагутин, Борис Николаевич             | 1-й средний вес                                         | чемпион ОИ 1964, 1968, ЧЕ 1961, 1963, III — ОИ 1960                                    | 1959, 1961—1964, 1968                      |
| 1963 | Тамулис, Ричардас Ионович             | 2-й полусредний вес                                     | чемпион ЧЕ 1961, 1963, 1965                                                            | 1961—1962, 1964, 1966                      |
| 1964 | Попенченко, Валерий Владимирович      | 2-й средний вес                                         | чемпион ОИ 1964 (Кубок Баркера), ЧЕ 1963, 1965                                         | 1959, 1961—1965                            |
| 1964 | Степашкин, Станислав Иванович         | полулёгкий вес                                          | чемпион ОИ 1964, ЧЕ 1963, 1965                                                         | 1963—1965                                  |
| 1965 | Баранников, Виликтон Иннокентьевич    | лёгкий вес                                              | чемпион ЧЕ 1965, II — ОИ 1964                                                          |                                            |
| 1965 | Позняк, Дан Иванович                  | полутяжёлый вес                                         | чемпион ОИ 1968, ЧЕ 1965, 1967, 1969, II — ЧЕ 1963                                     | 1962, 1965, 1967—1968                      |
| 1965 | Никоноров, Борис Николаевич           | полулёгкий вес лёгкий вес                               | II — ЧЕ 1963                                                                           | 1959—1960 1962—1963, 1965—1966             |
| 1967 | Агеев, Виктор Петрович                | 1-й средний вес                                         | чемпион ЧЕ 1965, 1967                                                                  | 1965—1967                                  |
| 1967 | Изосимов, Александр Владимирович      | тяжёлый вес                                             | чемпион ЧЕ 1965                                                                        | 1959, 1964—1967                            |
| 1968 | Соколов, Валериан Сергеевич           | легчайший вес полулёгкий вес                            | чемпион ОИ 1968                                                                        | 1968 1969, 1971, 1973                      |
| 1968 | Фролов, Евгений Васильевич            | 1-й полусредний вес                                     | II — ОИ 1964                                                                           | 1963, 1965—1969                            |
| 1969 | Фролов, Валерий Петрович              | 1-й полусредний вес                                     | чемпион ЧЕ 1967, 1969                                                                  |                                            |
| 1971 | Трегубов, Валерий Григорьевич         | 1-й средний вес                                         | чемпион ЧЕ 1969, 1971                                                                  | 1969—1970, 1972                            |
| 1972 | Кузнецов, Борис Георгиевич            | полулёгкий вес                                          | чемпион ОИ 1972, II — ЧМ 1974                                                          | 1972, 1974                                 |
| 1972 | Лемешев, Вячеслав Иванович            | 2-й средний вес полутяжёлый вес                         | чемпион ОИ 1972 чемпион ЧЕ 1973, 1975                                                  | 1974                                       |
| 1974 | Рискиев, Руфат Асадович               | 2-й средний вес                                         | чемпион ЧМ 1974, II — ОИ 1976                                                          | 1972, 1974—1976                            |
| 1974 | Соломин, Василий Анатольевич          | лёгкий вес                                              | чемпион ЧМ 1974 (Кубок Рассела), III — ОИ 1976                                         | 1974, 1976—1977                            |
| 1975 | Засыпко, Владислав Петрович           | 1-й наилегчайший вес 2-й наилегчайший вес               | чемпион ЧЕ 1973 чемпион 1975, III — ЧМ 1974                                            | 1974—1975                                  |
| 1975 | Климанов, Анатолий Николаевич         | 2-й средний вес полутяжёлый вес                         | чемпион ЧЕ 1973, III — ЧМ 1974 чемпион ЧЕ 1975                                         | 1973 1978                                  |
| 1976 | Горстков, Евгений Николаевич          | тяжёлый вес, 1979 — 1-й тяжёлый вес                     | чемпион ЧЕ 1977, 1979                                                                  | 1973—1975, 1977 абсолютный 1974, 1976—1978 |
| 1976 | Рыбаков, Виктор Григорьевич           | легчайший вес полулёгкий вес лёгкий вес                 | чемпион ЧЕ 1975, III — ОИ 1976 чемпион ЧЕ 1979, III — ОИ 1980, ЧЕ 1977 чемпион ЧЕ 1981 | 1975—1976 1977—1980 1982                   |
| 1977 | Лимасов, Валерий Павлович             | 1-й полусредний вес 2-й полусредний вес                 | чемпион ЧЕ 1975 чемпион ЧЕ 1977                                                        |                                            |
| 1977 | Савченко, Виктор Григорьевич          | 1-й средний вес 2-й средний вес                         | чемпион ЧМ 1978, ЧЕ 1977, II — ЧЕ 1975, 1979, III — ОИ 1976 II — ОИ 1980               | 1977 1980                                  |
| 1978 | Львов, Валерий Константинович         | 1-й полусредний вес                                     | чемпион ЧМ 1978, II — ЧЕ 1975                                                          | 1978                                       |
| 1978 | Рачков, Валерий Александрович         | 2-й полусредний вес                                     | чемпион ЧМ 1978                                                                        | 1976—1978                                  |
| 1980 | Демьяненко, Виктор Леонидович         | лёгкий вес                                              | чемпион ЧЕ 1979, II — ОИ 1980, III — ЧЕ 1983                                           | 1979—1980, 1983                            |
| 1980 | Конакбаев, Серик Керимбекович         | 1-й полусредний вес 2-й полусредний вес                 | чемпион ЧЕ 1979, II — ОИ 1980 чемпион ЧЕ 1981, II — ЧМ 1982, III — «Дружба-84»         | 1980 1984                                  |
| 1980 | Сабиров, Шамиль Алтаевич              | 1-й наилегчайший вес                                    | чемпион ОИ 1980, ЧЕ 1979, III — ЧЕ 1981                                                | 1980, 1983                                 |
| 1981 | Кошкин, Александр Николаевич          | 2-й полусредний вес 1-й средний вес                     | чемпион ЧМ 1982, ЧЕ 1981, II — ОИ 1980                                                 | 1979                                       |
| 1981 | Мирошниченко, Виктор Владимирович     | 2-й наилегчайший вес легчайший вес                      | II — ОИ 1980 чемпион ЧЕ 1981, II — ЧМ 1982                                             | 1980                                       |
| 1982 | Александров, Юрий Васильевич          | 2-й наилегчайший вес легчайший вес                      | чемпион ЧМ 1982 чемпион ЧЕ 1983, II — «Дружба-84», ЧЕ 1987, III — ЧМ 1986              | 1982 1984, 1986—1987                       |
| 1982 | Ягубкин, Александр Геннадьевич        | 1-й тяжёлый вес 2-й тяжёлый вес                         | чемпион ЧМ 1982, ЧЕ 1981, 1983, 1985, III — «Дружба-84» II — ЧЕ 1987                   | 1982—1984 1987, абсолютный 1980            |
| 1983 | Шишов, Василий Александрович          | 1-й полусредний вес 2-й полусредний вес                 | чемпион ЧМ 1986, ЧЕ 1981, 1983 чемпион ЧЕ 1987                                         | 1982, 1984—1986 1987                       |
| 1984 | Нурказов, Сергей Токенович            | полулёгкий вес                                          | чемпион ЧЕ 1983, II — «Дружба-84», III — ЧЕ 1981                                       | 1982, 1984, 1986                           |
| 1987 | Назаров, Орзубек Пулетович            | лёгкий вес                                              | чемпион ЧЕ 1987, III — ЧМ 1986                                                         | 1985, 1987—1988                            |
| 1988 | Шанавазов, Нурмагомед Магомедсаидович | полутяжёлый вес                                         | чемпион ЧЕ 1985, II — ОИ 1988, III — ЧМ 1989                                           |                                            |
| 1988 | Яновский, Вячеслав Евгеньевич         | 1-й полусредний вес                                     | чемпион ОИ 1988, II — «Дружба-84», ЧЕ 1987, III — ЧЕ 1985                              | 1987—1988                                  |
| 1989 | Акопкохян, Исраел Акопович            | 1-й полусредний вес 2-й полусредний вес 1-й средний вес | чемпион ЧЕ 1985 чемпион ЧМ и ЧЕ 1989, ЧЕ 1991, II — ЧМ 1991                            | 1979 1981—1983 1989, 1991                  |
| 1989 | Арбачаков, Юрий Яковлевич             | 2-й наилегчайший вес                                    | чемпион ЧМ и ЧЕ 1989                                                                   | 1989                                       |
| 1989 | Курнявка, Андрей Петрович             | 2-й средний вес                                         | чемпион ЧМ 1989, II — ЧМ 1991, III — ЧЕ 1989                                           | 1989                                       |
| 1989 | Мунчян, Ншан Аракелович               | 1-й наилегчайший вес                                    | чемпион ЧЕ 1987, III — ЧМ и ЧЕ 1989                                                    | 1986—1987, 1989                            |
| 1989 | Ружников, Игорь Иванович              | 1-й полусредний вес                                     | чемпион ЧМ и ЧЕ 1989                                                                   | 1989                                       |
| 1989 | Хаматов, Айрат Касымович              | полулёгкий вес лёгкий вес                               | чемпион ЧМ 1989 II — ЧЕ 1991                                                           |                                            |
| 1991 | Цзю, Константин Борисович             | лёгкий вес 1-й полусредний вес                          | чемпион ЧЕ 1989, III — ЧМ 1989 чемпион ЧМ и ЧЕ 1991                                    | 1989                                       |

Примечание
При учёте соответствия критериям:
- в случае проведения в один год ЧМ и ЧЕ (1989 и 1991) учитывалось только одно соревнование.